# Motor atmosférico

Motor atmosférico de ciclo Otto y Langen.

El motor atmosférico es un motor de combustión interna en el que la entrada de aire depende de la presión atmosférica, sin la sobrealimentación a través de un turbocompresor ni sobrealimentador. Hay muchos coches de carreras que usan motores atmosféricos para evitar el turbo lag.

## Descripción
En un motor atmosférico, el aire de combustión (un ciclo diésel en un motor diésel o tipos de ciclo Otto específicos en motores gasolina, llamados inyección de combustible) o la mezcla de aire y combustible (ciclo Otto tradicional en motores de gasolina) entra a los cilindros del motor por presión atmosférica, llenando el vacío a medida que el pistón baja hasta el punto muerto inferior durante la admisión de la carrera.  Debido a la restricción del tramo del motor que incluye el colector de admisión, se produce una pequeña caída de presión cuando el aire entra, provocando un rendimiento volumétrico inferior al 100%, sin llegar a llenar de aire el cilindro. La densidad de carga de aire y la potencia teórica del motor se ven influenciadas por la restricción del sistema de inducción y, además, afectadas por la velocidad del motor y la presión atmosférica, por lo que puede disminuir si aumenta el nivel de altitud.
Esto contrasta con el motor de sobrealimentación, en los que se utiliza un sobrealimentador o un turbocompresor para facilitar la masa de aire que entra por la admisión.
En un motor diésel de dos tiempos no puede realizar una admisión atmosférica como la de arriba, por lo que se debe integrar algún método de carga de aire en los cilindros en el diseño del motor. Este método se logra con el compresor volumétrico tipo Roots del cigüeñal. Aquí el ventilador no funciona como un sobrealimentador, está destinado a producir un volumen de aire directo en proporción a los requisitos del motor para realizar la combustión, como una potencia o velocidad específicas.
Según la Sociedad de Ingenieros Automotrices, un motor diésel de dos tiempos se considera atmosférico.

## Aplicaciones
La mayoría de los motores de combustión interna que emplean los vehículos destinados al uso en carreteras normales son atmosféricos. Sin embargo, algunos modelos, especialmente los más modernos, pueden estar equipados con turbocompresores o sobrealimentadores.  Por ejemplo, los motores diésel modernos suelen llevar turbo, lo que les brinda más potencia y economía de combustible, además de reducir las emisiones de escape.

## Ventajas y desventajas

### Ventajas
- Un mantenimiento más sencillo.
- Menos costes de producción y desarrollo.
- Mayor fiabilidad (menos piezas).
- Respuesta instantánea sin turbo lag.

### Desventajas
- Menos rendimiento.
- Menos potencia.
- Poco potencial para preparación de motor.
- Mayor pérdida de potencia a mayor altitud.